# Strigoderma catamaya
Strigoderma catamaya är en skalbaggsart som beskrevs av Ohaus 1915. Strigoderma catamaya ingår i släktet Strigoderma och familjen Rutelidae. Inga underarter finns listade i Catalogue of Life.